# Hymen
För andra betydelser, se Hymen (olika betydelser).

Hymen eller slidkransen kan se olika ut. Bilden visar ett antal variationer. Den halvmåneformade och vanligaste formen ses längst upp till vänster. Längst ner till höger syns hymen imperforatus.

Hymen eller slidkransen, särskilt förr missvisande kallad mödomshinna, är en krans av slemhinneveck omkring en centimeter innanför slidans mynning. Hymen ser olika ut men är inte, som myten säger, en hinna som spräcks vid samlag.

## Utseende och utveckling
I fostret skapas slidan genom programmerad celldöd. Där cellerna har varit, bildas ett hålrum. Under nionde fosterveckan startar signalerna som beordrar cellerna att dö ovanför och nedanför det som skall bli slidan och vandrar mot varandra. Där de möts tre veckor senare kan det bli en skarv med ofullständig celldöd, och det är detta som är hymen. 
Hymen kan se mycket olika ut hos olika individer, se exempel på bilden här intill. Det vanligaste är att hymen är halvmåneformad och att menstruationsblod lätt kan passera ut.

### Hymen imperforatus
I ett fåtal fall kan slidkransen helt täcka slidöppningen, något som kallas hymen imperforatus, det vill säga en hymen som inte är perforerad. Förekomsten varierar mellan olika befolkningsgrupper men anses vara någonstans mellan 1/1000 och 1/10 000 flickfödslar. Hymen imperforatus är den vanligaste avvikelsen i det kvinnliga reproduktionssystemet och bör åtgärdas innan hon når puberteten. Annars kommer det att ansamlas mensblod som inte kan komma ut i vagina och livmoder, vilket leder till smärta och viss ökad risk för endometrios. Hymen imperforatus åtgärdas kirurgiskt med snitt i hymen. Oftast ställs diagnosen vid födseln, annars upptäcks tillståndet ofta först vid puberteten.

### Hymen microperforatus
Hymen microperforatus är ett tillstånd där hymen nästan helt täcker öppningen till slidan. Menstruationsblod kan vanligtvis rinna ut ur slidan men öppningen är mycket liten. En ung kvinna med hymen microperforatus kommer vanligtvis inte att kunna sätta in en tampong, och om hon kan, kanske hon inte får ut den då den fyllts med blod. Hon kanske ändå inte inser att öppningen är ovanligt liten. Behandlingen är en mindre operation för att avlägsna den extra vävnaden vilket skapar en normalstor öppning där menstruationsblod kan rinna ut och möjliggör användning av tampong.

### Hymen septatus
Hymen septatus är när slidkransen har ett band med extra vävnad i mitten som orsakar två små vaginalöppningar istället för en. Unga kvinnor med detta tillstånd kan ha problem med att få in en tampong eller problem med att få ut en tampong. Behandlingen är en mindre operation för att ta bort det extra vävnadsbandet och skapa en vaginalöppning i normal storlek.

## Hymen och det första samlaget
Vid första samlaget kan en kvinna blöda av diverse anledningar, så som att slidkransen brister. Blödningar för kvinnor vid första samlaget uppskattas ske hos en femtedel. Eftersom hymen är fattig på blodkärl behöver eventuell bristning inte märkas. Blod från vaginans väggar, på grund av våldsam penetrering, kan orsaka blödning vid samlag. Detta oavsett om det är första samlaget eller om kvinnan haft samlag många gånger. 
Inom rättsmedicinen finns det ett värde i att genom gynekologisk undersökning kunna avgöra ifall en kvinna har haft sitt första samlag, exempelvis vid sexuella övergrepp av unga flickor utan inslag av övrigt våld. Emellertid har man kommit fram till att kvinnans könsorgan inte förändras på ett sådant sätt att det går att avgöra om en kvinna haft sitt första samlag. Bristningar på hymen är vanligare vid prepubertala samlag än vid samlag med könsmogna kvinnor. 
Det är vanligt att hymen inte förändras vid samlag, eller inte ändras på ett sätt som skulle visa på samlag. Förändringarna kan ligga inom den normala variationen, eventuella bristningar kan läka, och för könsmogna kvinnor är hymen ofta tillräckligt elastisk för att inte skadas vid normalt samlag. Å andra sidan kan hymen skadas genom till exempel användning av tampong, intensiv idrottsaktivitet, olyckor, oförsiktiga gynekologiska undersökningar eller kirurgi.
Namnet hymen kommer från Hymenios i den grekiska mytologin.
I en del kulturer är det viktigt att en flicka är oskuld vid giftermålet, vilket anses bevisas genom en blödning vid första samlaget. Det ställer till problem för flickor som lever i den här typen av kulturer eftersom många inte blöder.

## Den traditionella uppfattningen av "mödomshinnan"
Att förstå hymen som en hinna, som termen mödomshinna beskriver och inte en uppsättning slemhinneveck, har varit en vanligt förekommande myt som helt saknar vetenskapliga belägg.
Namnet mödomshinna syftar på den traditionella uppfattningen om att det skulle finnas en täckande hinna som går sönder vid kvinnans första vaginala samlag. En intakt mödomshinna sågs då utifrån en sådan tankemodell som ett bevis för att bäraren inte haft samlag, det vill säga har kvar sin mödom eller jungfrudom. Idag är det känt att hymens utseende inte är en indikator på om en kvinna haft samlag eller inte, och att det inte går att se på hennes underliv om hon haft penetrerande sex eller inte.
Anledningen till att vissa kvinnor blöder vid det första penetrerande samlaget kan bland annat vara att hymens veck uttänjs, att kvinnan inte är tillräckligt sexuellt upphetsad, att kvinnan är nervös och spänner sig, att mannen genomför samlaget på ett våldsamt sätt, eller att kvinnan har en typ av hymen där öppningen är mycket liten (se ovan om variationer av hymen).

### Offentlig debatt
Att hymen kan ha helt olika utseenden hos kvinnor och inte är en hinna eller en säker indikator på om hon haft ett penetrerande samlag eller inte har uppmärksammats i media. Bland annat behandlades ämnet sommaren 2006 i artiklar i Dagens Nyheter.
De svenska forskarna och barnmorskorna Monica Christiansson och Carola Eriksson har väckt denna fråga för en bredare svensk allmänhet och fått stor uppmärksamhet. Under ett seminarium i januari 2007 menade Eriksson att en treårig flickas slidöppning och slidöppningen på en kvinna som har fött barn ser likadana ut och menar att en gynekolog omöjligen kan avgöra om en kvinna haft penetrerande sex eller inte.

## Rekonstruktion av hymen
Kvinnor som tillhör de kulturer där en kvinna förutsätts vara oskuld när hon gifter sig söker ibland läkare för att "rekonstruera" hymen. Vid en sådan rekonstruktion fästs två stygn på vardera sidan i slidöppningen. Vid penetration kan dessa stygn slita loss en del av vävnaden och orsaka en mindre blödning.